# Pánik
A pánik olyan érzelmi állapot, amiben a menekülési kényszer felülbírálja a józan észt. A pánik gyakran bekövetkezik például  katasztrófa vagy fóbiás reakciót kiváltó helyzetek során. A pánik hatása alá került személy kizárólag az adott helyzetből való meneküléssel foglalkozik, közben a saját maga és mások testi épségét is veszélyeztetheti.
A vészkijáratok tervezésénél és elhelyezésénél az építészek gyakran szimulált pánikhelyzet segítségével próbálják eldönteni, hogy valódi vészhelyzet esetén minél több pánikba esett ember hogyan juthat minél hamarabb biztonságba.
Ilyenkor nem tartjuk be a viselkedési normákat, és az egyéni viselkedés sokszor függ mások viselkedésétől.
A szót a pszichológiában és a szociológiában is használják a kétségbeesett cselekvés szinonimájaként ("kapuzárási pánik", "kapunyitási pánik", "tőzsdepánik" stb. – lásd még hisztéria).

## A szó eredete
A pánik szó valószínűleg a görög mitológiai Pán isten nevéből származik, aki állítólag képes volt rémületet kelteni a pártfogoltjai ellenségeinek szívében.